# Lancefield
Lancefield är en ort i Australien. Den ligger i kommunen Macedon Ranges och delstaten Victoria, omkring 63 kilometer norr om delstatshuvudstaden Melbourne. Antalet invånare är 1 184.
Runt Lancefield är det glesbefolkat, med 15 invånare per kvadratkilometer.. Närmaste större samhälle är Kilmore, omkring 19 kilometer öster om Lancefield. 
Trakten runt Lancefield består till största delen av jordbruksmark. Genomsnittlig årsnederbörd är 924 millimeter. Den regnigaste månaden är juli, med i genomsnitt 105 mm nederbörd, och den torraste är januari, med 31 mm nederbörd.